# Son Gokū
Son Gokū (孫 悟空?) es el protagonista de la serie de manga y anime Dragon Ball. Fue creado por Akira Toriyama en 1984. Al comienzo de la historia, Gokū aparece como un niño que practica las artes marciales y que posee una cola de mono y una fuerza sobrehumana, pero más adelante se revela que es un extraterrestre de la raza ficticia saiyajin, y que su nombre original es Kakarotto (カカロット?). Su nombre proviene de Sun Wukong, un personaje de la historia china Viaje al Oeste, y su nombre como saiyajin, Kakarotto, proviene de una deformación del inglés carrot (キャロット kyarotto?, 'zanahoria').En Latinoamérica, originalmente —y por poco tiempo— la serie animada se conoció con el nombre Zero y el dragón mágico, basado en el doblaje en la versión en inglés hecha por Harmony Gold, por ello el primer nombre con que se conoció a Gokū fue Zero.

## Creación del personaje
El personaje de Gokū, creado por Akira Toriyama, se encuentra basado en uno de sus personajes anteriores, Tanton, protagonista del manga de dos capítulos llamado Dragon Boy. La trama seguía una estructura muy similar a los primeros capítulos de Dragon Ball: el maestro de Tanton (personaje prototipo de Roshi) es contactado por la Princesa del Reino de la Flor (versión prototipo de Bulma) quien pide ser escoltada de regreso a su reino. Tanton es elegido como su guardaespaldas, por lo que viajan juntos enfrentándose en el camino contra monstruos y guerreros que los atacan. El protagonista de dicha historia, Tanton, posee un aspecto muy similar al personaje de Gokū aunque Tanton, en lugar de una cola de simio, tiene un par de alas de dragón.
Cuando Toriyama decidió crear Dragon Ball, utilizó la obra Viaje al Oeste de Wu Cheng'en como inspiración para su propia serie, y tomó a Sun Wukong, el protagonista de la historia, como base para crear a su protagonista. Como una forma de que los lectores se identificaran más fácilmente con él, Toriyama cambió la apariencia del personaje, quien pasó de ser un mono a un niño con cola de mono. Sin embargo, Toriyama mantuvo otros aspectos característicos del personaje de la novela, como su báculo (bastón mágico) y su nube voladora.
De la misma forma, su llegada a la Tierra en una nave con forma esférica es una referencia a la obra original, donde el protagonista nace de un huevo de piedra que cayó del cielo. Aunque Gokū es extraterrestre, en un inicio estaba planeado que fuera humano, pero al aparecer luchadores de otros planetas se estableció como un saiyajin. Para hacer que la historia avanzara más rápido, el manga le dio a Gokū la habilidad de teletransportarse (Shunkan Idō) para así poder mover a la acción a otro sitio en segundos.
Toriyama explica que Gokū fue creado basándose en la ropa usada por los monjes Shaolin de China, ya que le quería dar una estética con tendencia china a Dragon Ball. En las etapas iniciales del manga algunos lectores comentaron que Gokū era muy simple, así que el autor cambió un poco su apariencia y añadió los personajes de Kame Sen'nin y Krilin, y el torneo Tenkaichi Budōkai para darle al manga un estilo más de lucha. Como se comentaba que Gokū iba a ganar el torneo, Toriyama hizo que perdiera dos, aunque él también quería que Gokū ganara.
El editor de Toriyama estaba inicialmente en contra de que Gokū creciera, diciendo que no era común que el protagonista cambiara drásticamente en un manga; sin embargo, cedió cuando Toriyama amenazó con que no podría continuar la serie si el personaje no lo hacía. Toriyama declaró más tarde que hizo que Gokū creciera como una forma de hacer más fáciles de dibujar las escenas de pelea.
Cuando Toriyama ideó el Súper Saiyajin durante el arco de Freezer, sintió que la única manera de mostrar el gran aumento de poder de Gokū era hacer que se transformara. Inicialmente, estaba preocupado porque la expresión facial parecía la de un villano, pero consideró que era aceptable, ya que la transformación se producía a través de la ira. La forma de Súper Saiyajin le ahorraba a Toriyama el problema de tener que colorear el cabello de Gokū todo el tiempo en las páginas estándar en blanco y negro del manga. Los ojos penetrantes de Gokū en su forma de Súper Saiyajin fueron inspirados por la mirada paralizante de Bruce Lee.
Durante los planes para el arco final de la historia de Dragon Ball Super, se decidió que Gokū debería tener otra transformación: Migatte no Gokū'i (ultra instinto). El concepto era que fuera completamente diferente de las transformaciones anteriores de Súper Saiyajin.

## Apariciones

### Origen
Gokū es hijo de Bardock y Gine, nace en el año 737. Existen dos versiones sobre su nacimiento y origen:
- Según el especial Tatta hitori no saishū kessen, cuando nació su poder fue medido inmediatamente, el cual solo llegaba a dos unidades, lo que lo calificaba como el saiyajin más débil jamás registrado. Fue enviado al planeta Tierra,[12] ya que se pensó que con el bajo nivel de pelea de sus habitantes, su transformación bastaría para conquistarla; esto sucedió minutos antes de la destrucción de su planeta natal a manos del tirano Freezer.
- Su origen fue reescrito en el manga Dragon Ball Minus e incluido en el largometraje Dragon Ball Super: Broly, tras nacer, Kakarotto fue puesto a dormir en una incubadora. Bardock —quien estaba conquistando planetas— recibió la orden a través de su scouter (rastreador) de que todos los saiyajins debían regresar al planeta Vegeta. Bardock presintió una amenaza por parte de Freezer, así que al regresar al planeta busca a su esposa Gine y juntos lo envían al planeta Tierra a para salvarlo de la posible amenaza. Semanas después, su planeta natal fue destruido a manos de Freezer, orquestado por el Dios de la Destrucción Beerus.[28][29][30]

Cuando Kakarotto aterrizó en la Tierra, un anciano artista marcial de las montañas, llamado Son Gohan, lo encontró cerca de un cráter formado en el suelo por la pequeña nave espacial en la que fue enviado y le puso un nuevo nombre, Son Gokū. Al principio, Son Gohan se encontró con un niño muy rebelde y se sorprendió por lo fuerte que era. Un día Gokū cayó accidentalmente por un acantilado y se golpeó fuertemente la cabeza; después de eso dejó su naturaleza agresiva, y Gokū comenzó a aprender artes marciales. Con el paso del tiempo, el anciano Son Gohan descubrió que cada vez que el muchacho miraba la luna llena se transformaba en un simio gigante, que se volvía presa de un frenesí violento y destruía todo a su alrededor hasta que la luna desaparecía. Intentando evitar estas transformaciones, el anciano prohibió al niño salir durante las noches de luna llena, lo que cumplió obedientemente, por lo que pudieron llevar una existencia pacífica. Una noche, al ver accidentalmente la luna llena, Gokū se convirtió en Ōzaru, y, sin darse cuenta, mató a Son Gohan, pero al no tener conciencia en esa forma, cuando despertó y no encontró al anciano continuó su vida creyendo que la Sì Xīngqiú (Dragon Ball de cuatro estrellas), que hasta ese momento había pertenecido a su abuelo, era Son Gohan.

### En Dragon Ball

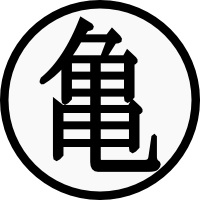
Logotipo utilizado en el uniforme de Son Gokū después de entrenar con Muten Rōshi.

La historia comienza cuando Bulma llega donde Gokū vivía mientras buscaba la Sì Xīngqiú. Debido a que el joven no quiere entregarle la esfera del dragón, la ingeniosa chica lo convence para que la acompañe en el viaje para reunir las siete Dragon Balls.
En el camino conoce a otros personajes, como Oolong, Yamcha, Chi-Chi y Kame Sen'nin. Algunos de ellos se unen en la búsqueda con Gokū o tienen otro papel en el futuro de la serie. Gokū y sus compañeros consiguen seis de las Dragon Balls, pero estas son robadas por Pilaf y sus secuaces, quienes tienen la séptima, e invocan a Shenlong, pero Oolong se anticipa al deseo y pide unas bragas, evitando así que Pilaf consiguiese ostentar el dominio mundial. Una vez cumplido el deseo, las orbes se dispersan por el mundo y se convierten en piedra a lo largo de un año, por lo que Gokū decide ir a entrenar con Kame Sen'nin.
Posteriormente al entrenamiento, Gokū participa junto a Krilin, otro alumno de Kame Sen'nin, en el 21° Tenkaichi Budōkai, donde se enfrenta a Giran, Namu y Jackie Chun (el mismo Kame Sen'nin disfrazado). Gokū vence a los dos primeros pero es vencido por Jackie. Una vez terminado el torneo, Gokū parte a entrenar solo y a buscar la Sì Xīngqiú, pero se encuentra con varios oficiales del Ejército Red Ribbon que también están buscando las Dragon Balls con la intención de conquistar el mundo.
Después de conseguir tres Dragon Balls, que no son la que está buscando, Gokū llega a la Tierra Sagrada de Karin donde conoce a Upa y a Bora, quienes poseen la Sì Xīngqiú pero se niegan a dársela al ejército. El ejército manda a Tao Pai Pai a asesinar a Gokū, quien es vencido. Aun así, el asesino mata a Bora, y Gokū decide reunir las siete Dragon Balls para revivirlo. Para ello, el joven ataca la base principal del ejército y recupera las dos Dragon Balls que ellos consiguieron. Para encontrar la última Dragon Ball tiene que recurrir a Uranai Baba y vencer a sus cinco guerreros, a los cuales vence con ayuda de sus amigos. Gracias a la ayuda de la adivina encuentra a Pilaf y lo vence, logrando obtener las siete Dragon Balls e invocar al dragón para revivir a Bora.
Tres años más tarde, Gokū participa en la 22.ª edición del torneo, donde se enfrenta a su amigo Krilin, a quien logra vencer; y a Ten Shin Han, quien logra vencer al protagonista en un combate muy parejo. Después del torneo, Krilin es asesinado por un engendro de Piccolo Daimaō. Gokū intenta vengar a su amigo pero es completamente vencido, así que decide ir a pedirle ayuda a Karin, quien le da el Chōshinsui (Agua Ultra Sagrada). Gracias a esto, Gokū logra enfrentarse a Piccolo y vencerlo. Para poder resucitar a sus amigos fallecidos, Gokū sube donde Karin, quien lo envía con Kamisama (el dios protector de la Tierra) y Mr. Popo, quienes reviven a Shenlong; y él, a su vez, a toda la gente asesinada por Piccolo. Después de esto, se queda a entrenar allí por tres años.
Pasados los tres años de entrenamiento, Gokū baja de la torre para participar en el 23.er Tenkaichi Budōkai. En el torneo se enfrenta primero a Ten Shin Han venciéndolo, contra quien había perdido en el torneo anterior, y en la final se enfrenta a Ma Junior, quien en realidad es Piccolo, lo derrota, pero le perdona la vida, y se convierte por primera vez en el ganador del Tenkaichi Budōkai. Durante el torneo aparece Chi-Chi, reclamando el por qué nunca regresó por ella para pedir su mano. Gokū confiesa no haber sabido lo que significaba así que le pide matrimonio para cumplir su promesa; después del torneo se casan.
Cinco años después, Gokū se encuentra con su malvado hermano mayor, Raditz, y descubre sus orígenes. Gokū proviene de una raza de extraterrestres casi extinta llamada los Saiyajins. Él mismo fue enviado desde su planeta natal para preparar la Tierra para su venta en el mercado intergaláctico, destruyendo toda la vida en ella.
Después de que Raditz secuestrara a Son Gohan, el hijo de Gokū, él forma una tregua con Piccolo para derrotar a Raditz. Tras sacrificar su vida durante la batalla, Gokū entrena con Kaiōsama en el planeta Kaiō, quien le enseña el Kaiō Ken (界王拳?), esta técnica multiplica su energía y fuerza, pero con el posible riesgo de causar un gran esfuerzo y daño a su cuerpo. Es de Kaiōsama de quien Gokū aprende su ataque más poderoso: la Genkidama, una esfera de energía creada al reunir la energía de los animales, la naturaleza y los humanos que lo rodean.

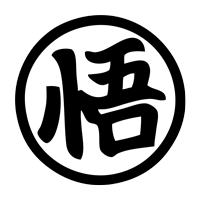
Símbolo Kanji de Gokū (go) que significa Sabiduría. Lleva este kanji durante la saga de Freezer hasta el arco de los androides.

Después de ser revivido por las Dragon Balls, Gokū se enfrenta al príncipe Saiyajin, Vegeta, quien finalmente se convierte en su mayor rival y en otro aliado. En su viaje al planeta Namek para ayudar a sus amigos a reunir las dragon balls de Namek y revivir a los asesinados por los Saiyajins, Gokū lucha contra el tirano galáctico Freezer, quien destruyó el planeta natal de los Saiyajins y casi toda su raza. Durante su épica batalla con Freezer, Gokū se convierte en el primer Saiyajin en mil años en transformarse en el legendario Super Saiyajin.

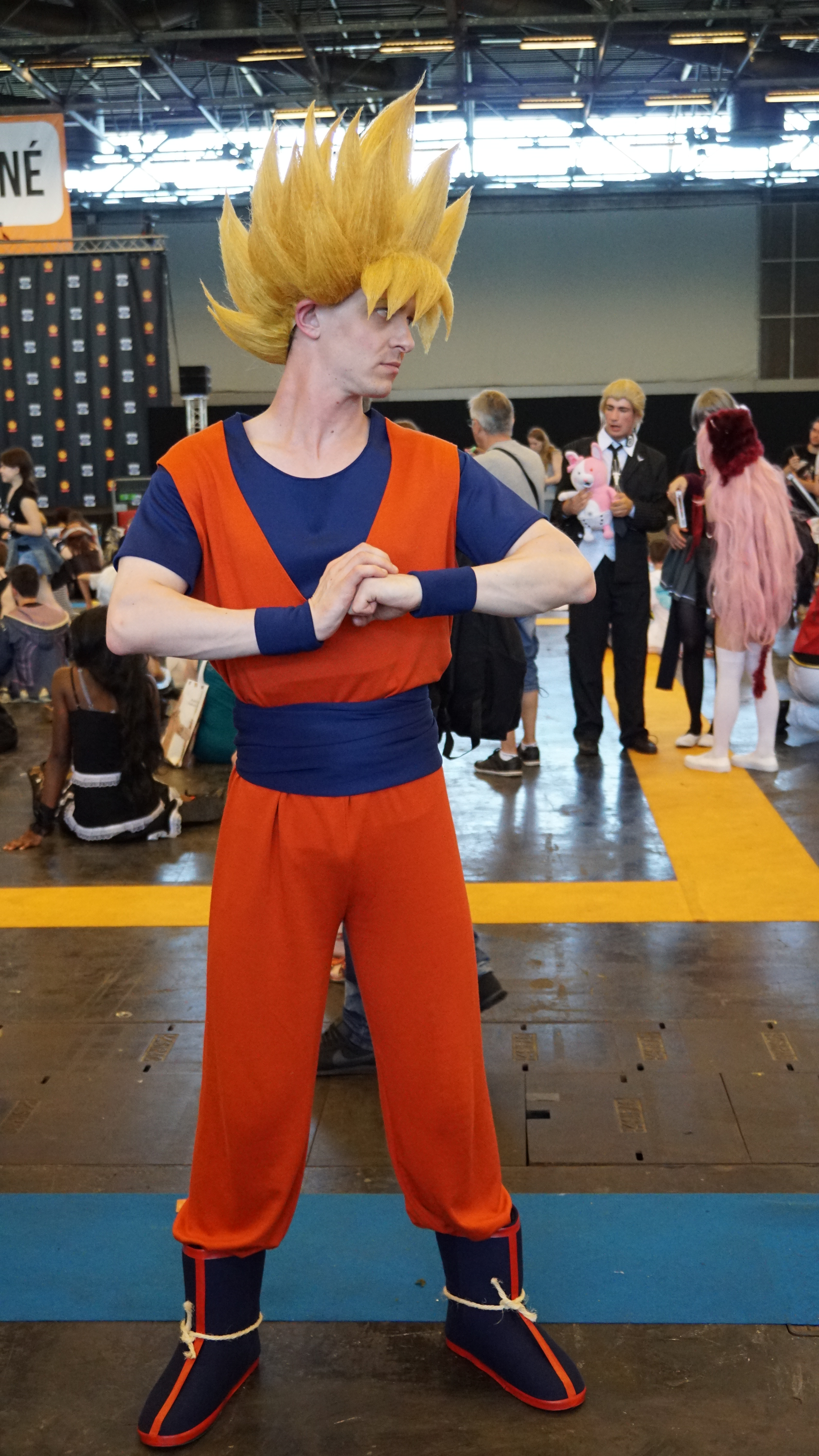
Cosplayer caracterizando a Gokū como Super Saiyajin

Después de derrotar a Freezer y escapar de la destrucción de Namek, Gokū aprende una habilidad de teletransportación llamada Shunkan Idō., enseñado por los habitantes del planeta Yardrat. Gokū contrae un virus del corazón sobre el cual el viajero del tiempo Trunks lo advierte, pero se recupera después de tomar la medicina proporcionada por éste. Tras la aparición de los androides 17 y 18, Gokū entrena a Gohan para ser su sucesor y se sacrifica nuevamente durante la batalla contra el malvado bio-androideCell. Gokū es resucitado temporalmente en la Tierra siete años después y conoce a su segundo hijo Goten.
Gokū lucha nuevamente contra Vegeta después de que Vegeta se somete voluntariamente al control del hechicero Babidi para ganar poder. Poco después, es arrastrado a una batalla por el universo contra el monstruoMajin Boo. A pesar de haber dominado dos nuevas transformaciones de Super Saiyajin, Gokū prepara a Goten y Trunks para tomar su lugar como defensores de la Tierra. Después de que su vida es completamente restaurada, Gokū intenta fusionarse con Gohan para derrotar a Boo, pero esto falla cuando Gohan es absorbido temporalmente por Boo, por lo que persuade al recién llegado Vegeta para fusionarse con él, creando a Vegito. Gokū destruye a Boo con un ataque Genkidama. Diez años después, durante otro Tenkaichi Budōkai, Gokū conoce a Oob, la reencarnación humana de Boo, y se va con él, con la intención de entrenarlo como el nuevo protector de la Tierra.

### En Dragon Ball Super
Después de derrotar a Majin Boo, Gokū conoce a un nuevo oponente conocido como Beerus, el dios de la destrucción, al que enfrenta con su nueva transformación obtenida gracias al dragón Senlong, Dios Súper Saiyajin, bajo la tutela del sirviente de Beerus, Vegeta y Gokū obtienen una nueva transformación conocida como el Super Saiyan God Super Saiyan, o Super Saiyajin Blue, que Gokū usa para luchar contra un recién revivido Freezer.
Después, Gokū y sus amigos participan en un torneo de artes marciales multi-universal en el que los universos perdedores serán borrados de la existencia; el torneo de poder. A lo largo del torneo, Gokū enfrenta a varios oponentes, pero encuentra su mayor desafío en Jiren. Es durante sus peleas con Jiren que Gokū adquiere un estado divino conocido como Migatte no Gokū'i. Finalmente, Gokū y Freezer logran trabajar juntos para expulsar a Jiren del ring en una triple eliminación, dejando a Android 17 como el ganador, quien usa su deseo con las Super Dragon Balls para restaurar los universos borrados.
Tras el combate final, suceden los eventos de la película Dragon Ball Super: Broly y a continuación Gokū y Vegeta se encuentran con Jaco y la Patrulla Galáctica mediante Jaco, quienes los reclaman para detener a un antiguo hechicero llamado Moro, al que derrota con serias dificultades utilizando la técnica del Ultra Instinct. 

Desfile del día de Acción de Gracias de Macy's 2019 donde aparece un globo de Gokū en Súper Saiyajin Blue

Más tarde, Gokū y Vegeta son contactados por un grupo de seres llamados los Heeters, en una misión aparentemente urgente para derrotar a un miembro sobreviviente de la ahora extinta raza de francotiradores Cerealeanos: Granolah, la pelea resulta ser una artimaña de los Heeters para eliminar tanto a Granolah como a los Saiyajin, teniendo en realidad que pelear contra un guerrero Heeter: Gas; pese al Ultra Instinct, tanto Vegeta como Gokū no pueden con él y tienen que ser salvador por la inesperada llegada de Freezer, que mata a Gas y derrota a Gokū y Vegeta de un solo golpe. No obstante, decide perdonar a ambos y se marcha.
Mientras sucedía esto, en la Tierra Gohan derrotaba a unos androides creador por el ejército Red Ribbon renovado por un descendiente del Dr. Gero, llamado Dr. Hedo. En esa batalla Gohan desarrolla una nueva trasformación denominada Bestia venciendo a los enemigos. A la vuelta de Gokū, padre e hijo deciden medir sus fuerzas.

### En otros medios
En la secuela de anime Dragon Ball GT, que no sigue el trasfondo oficial, Gokū es transformado en un niño por un deseo accidental realizado por su viejo enemigo Pilaf utilizando las Dragon Balls de estrellas negras, mientras Pilaf estaba a punto de desear conquistar el mundo. Gokū, Trunks y su nieta Pan viajan por el universo en busca de las Dragon Balls para devolverlas a la Tierra y evitar su destrucción. Tras adquirir la transformación de Super Saiyajin 4, Gokū enfrenta a los villanos Baby, Super Androide 17 y los dragones malignos. Su último desafío es contra Omega Shenlong, a quien destruye utilizando la Genkidama. Gokū se marcha junto con el Shenlong original, pero no antes de despedirse de sus amigos en la Tierra. Aparece 100 años después en un Tenkaichi Budōkai como un adulto, donde observa una batalla entre su descendiente Gokū Jr. y Vegeta Jr., descendiente de Vegeta. Una anciana Pan lo ve, pero él desaparece rápidamente.
Gokū fue interpretado por Justin Chatwin en la película de 20th Century Fox de 2009 Dragonball Evolution.
Gokū ha aparecido en multitud de videojuegos con licencia de Dragon Ball, tanto juegos donde la trama central es Dragon Ball como otros donde solo se incluye el personaje.
Gokū y otros personajes de Dragon Ball se unieron al elenco de One Piece en el manga crossover de 2006 Dragon Ball x One Piece: Cross Epoch.

## Día de Gokū
El 9 de mayo de 2015 se decretó en Japón el Día de Gokū en honor a este personaje a petición de Toei Animation. Se elige ese día dado que los números 5 y 9 se pronuncian "Go" y "Ku" respectivamente y su orden es 05/09 o 9 de mayo al respetarse su orden de lectura en japonés.

## Árbol genealógico
| Gyumaō  | Gyumaō  | Gyumaō  | Gyumaō  | Gyumaō    | Gyumaō    |                   |           |           |           | Abuelo son Gohan | Abuelo son Gohan | Abuelo son Gohan | Abuelo son Gohan | Abuelo son Gohan | Abuelo son Gohan |           |           | Gine | Gine | Gine | Gine | Gine                       | Gine |  |  |        |        | Bardock | Bardock | Bardock | Bardock | Bardock | Bardock |           |           |           |           |           |           |
| Gyumaō  | Gyumaō  | Gyumaō  | Gyumaō  | Gyumaō    | Gyumaō    |                   |           |           |           | Abuelo son Gohan | Abuelo son Gohan | Abuelo son Gohan | Abuelo son Gohan | Abuelo son Gohan | Abuelo son Gohan |           |           | Gine | Gine | Gine | Gine | Gine                       | Gine |  |  |        |        | Bardock | Bardock | Bardock | Bardock | Bardock | Bardock |           |           |           |           |           |           |
|         |         |         |         |           |           | Abuelo adoptivo → |           |           |           |                  |                  |                  |                  |                  |                  |           |           |      |      |      |      |                            |      |  |  |        |        |         |         |         |         |         |         |           |           |           |           |           |           |
|         |         |         |         |           |           |                   |           |           |           |                  |                  |                  |                  |                  |                  |           |           |      |      |      |      |                            |      |  |  |        |        |         |         |         |         |         |         |           |           |           |           |           |           |
| Chi-Chi | Chi-Chi | Chi-Chi | Chi-Chi | Chi-Chi   | Chi-Chi   |                   |           |           |           |                  |                  |                  |                  |                  |                  | Gokū      | Gokū      | Gokū | Gokū | Gokū | Gokū |                            |      |  |  | Raditz | Raditz | Raditz  | Raditz  | Raditz  | Raditz  |         |         | Mr. Satán | Mr. Satán | Mr. Satán | Mr. Satán | Mr. Satán | Mr. Satán |
| Chi-Chi | Chi-Chi | Chi-Chi | Chi-Chi | Chi-Chi   | Chi-Chi   |                   |           |           |           |                  |                  |                  |                  |                  |                  | Gokū      | Gokū      | Gokū | Gokū | Gokū | Gokū |                            |      |  |  | Raditz | Raditz | Raditz  | Raditz  | Raditz  | Raditz  |         |         | Mr. Satán | Mr. Satán | Mr. Satán | Mr. Satán | Mr. Satán | Mr. Satán |
|         |         |         |         |           |           |                   |           |           |           |                  |                  |                  |                  |                  |                  |           |           |      |      |      |      |                            |      |  |  |        |        |         |         |         |         |         |         |           |           |           |           |           |           |
|         |         |         |         |           |           |                   |           |           |           |                  |                  |                  |                  |                  |                  |           |           |      |      |      |      |                            |      |  |  |        |        |         |         |         |         |         |         |           |           |           |           |           |           |
|         |         |         |         | Son Goten | Son Goten | Son Goten         | Son Goten | Son Goten | Son Goten |                  |                  | Son Gohan        | Son Gohan        | Son Gohan        | Son Gohan        | Son Gohan | Son Gohan |      |      |      |      |                            |      |  |  |        |        |         |         |         |         | Videl   | Videl   | Videl     | Videl     | Videl     | Videl     |           |           |
|         |         |         |         | Son Goten | Son Goten | Son Goten         | Son Goten | Son Goten | Son Goten |                  |                  | Son Gohan        | Son Gohan        | Son Gohan        | Son Gohan        | Son Gohan | Son Gohan |      |      |      |      |                            |      |  |  |        |        |         |         |         |         | Videl   | Videl   | Videl     | Videl     | Videl     | Videl     |           |           |
|         |         |         |         |           |           |                   |           |           |           |                  |                  |                  |                  |                  |                  |           |           |      |      |      |      | Pan                        |      |  |  |        |        |         |         |         |         |         |         |           |           |           |           |           |           |
|         |         |         |         |           |           |                   |           |           |           |                  |                  |                  |                  |                  |                  |           |           |      |      |      |      |                            |      |  |  |        |        |         |         |         |         |         |         |           |           |           |           |           |           |
|         |         |         |         |           |           |                   |           |           |           |                  |                  |                  |                  |                  |                  |           |           |      |      |      |      |                            |      |  |  |        |        |         |         |         |         |         |         |           |           |           |           |           |           |
|         |         |         |         |           |           |                   |           |           |           |                  |                  |                  |                  |                  |                  |           |           |      |      |      |      | Son Gokū Jr. (tataranieto) |      |  |  |        |        |         |         |         |         |         |         |           |           |           |           |           |           |